# Måns Zelmerlöw
Måns Petter Albert Sahlén Zelmerlöw, švedski glasbenik, * 13. junij 1986, Lund.
Måns Zelmerlöw je trenutno eden izmed najbolj popularnih švedskih pop izvajalcev. Poleg petja se ukvarja še s plesom in igranjem. Rodil se je v Lundu, mestu na jugu Švedske, sedaj pa živi v Stockholmu.
Nase je prvič opozoril leta 2005, ko je nastopil v oddaji Idol. Tam je zasedel peto mesto. Istega leta je nastopil tudi v oddaji Let's Dance na švedski televiziji TV4 in s partnerico Mario Karlsson zmagal. Leta 2006 je igral glavno vlogo v mjuziklu Grease. Največji uspeh pa je dosegel s pesmijo Cara Mia, s katero je leta 2007 nastopil na švedskem predizboru za pesem Evrovizije. Dosegel je tretje mesto, vendar pa je njegov singel velika uspešnica na vseh švedskih radijskih postajah. 23. maja 2007 je izdal svoj prvi album Stand By For... . Na njem se nahaja tudi njegov drugi singel Work Of Art, ki je prav tako kot Cara Mia že velika uspešnica.
Måns je poleti 2007 nastopil v sklopu festivala švedskega radia RixFM, imel pa je tudi samostojno poletno turnejo po večjih švedskih mestih, pa tudi na Norveškem in Finski.
Måns je leta 2009 ponovno poskusil srečo na izboru Melodifestivalen Prix, s skladbo »Hope & Glory«.

## Pesem Evrovizije 2015
Måns je prvič zastopal Švedsko na največjem glasbenem festivalu v Evropi. Na nacionalnem izboru Melodifestivalen je s pesmijo »Heroes« prepričljivo zmagal in si priboril vstopnico za Evrovizijo. Na izboru pesmi Evrovizije 2015 na Dunaju je zmagal in s tem Švedski priboril 6. zmago na tem tekmovanju.